# Tongzhi
Tongzhi (同治; ur. 27 kwietnia 1856, zm. 12 stycznia 1875) – dziewiąty cesarz Chin z dynastii Qing.

## Życiorys
Był starszym synem cesarza Xianfenga; matką jego była jedna z głównych cesarskich konkubin, później poślubiona, Jehonala. Jego imię prywatne brzmiało Zaichun. We wrześniu 1860 wraz z matką i resztą dworu odbył podróż z Pekinu do Rehe. Opiekowała się nim wówczas późniejsza cesarzowa Ci’an. Na spotkaniu monarchy z najwyższymi rangą dostojnikami w sierpniu 1861 został mianowany następcą tronu. Jednocześnie cesarz utworzył przy nim ośmioosobową Radę Regencyjną. Jej czołową postacią stał się kanclerz i szef Centralnego Urzędu Podatkowego, Su Shun. Znacznemu osłabieniu uległa natomiast pozycja Jehonali, która została odsunięta od wpływu na syna. Ta jednak, będąc w posiadaniu wielkiej pieczęci cesarskiej, zawiązała, wraz z książętami Gongiem i Chunem, spisek mający na celu obalenie regentów. W jego efekcie, na początku listopada 1861, Zaichun został wprowadzony na tron. Dewizą jego panowania ogłoszono Tongzhi (Wspólne Rządy). Regentkami ustanowiono cesarzowe wdowy, nadając im odpowiednio tytuły Cixi i Ci’an. 8 listopada tego samego roku na mocy wyroku Trybunału Rodu Cesarskiego z księciem Gongiem na czele ścięto dotychczasowego przewodniczącego Rady Regencyjnej, Su Shuna.
Małoletni cesarz dorastał niemal wyłącznie w towarzystwie eunuchów. Matka nie starała się nawiązać z nim bliższych kontaktów, pochłonięta całkowicie sprawami państwa. Spowodowało to stopniowo narastającą niechęć chłopca do Cixi. Doskwierała mu także bezczynność, z którą starał się walczyć, nadużywając alkoholu i podejmując wyprawy incognito do stołecznych domów publicznych. W 1869 osiągnął wiek uprawniający go do zawarcia małżeństwa. W przeciwieństwie do swojego ojca osobiście uczestniczył w dokonanym przez matkę wyborze kandydatki na swoją małżonkę. Została nią pochodząca ze znanego mongolskiego rodu Alute, córka uczonego Chong Qi. Ślub odbył się 16 października 1872.
Pożycie pary cesarskiej układało się wyjątkowo dobrze. Według informacji przekazywanych Cixi przez eunuchów spędzał on z żoną większość czasu, niemal nie zwracając uwagi na konkubiny. Niepokoiło to ambitną cesarzową wdowę, dlatego poprosiła syna o to, by mniej zajmował się małżonką. Tongzhi, który nie śmiał się jej sprzeciwić, zaczął ponownie spędzać noce w pekińskich domach publicznych. Wpłynęło to na znaczne pogorszenie stanu jego zdrowia (nabawił się między innymi syfilisu, oficjalne źródła mówiły też o ospie). Po oficjalnym przekazaniu władzy przez regentki (23 lutego 1873) Cixi pozornie usunęła się w cień, zajmując się hodowlą kwiatów i jedwabników. Faktycznie jednak kontrolowała całość spraw zarówno na dworze, jak i w państwie, korzystając z rozgałęzionej sieci szpiegujących dla niej eunuchów. W połączeniu z konfrontacyjną postawą monarchy, który za wszelką cenę dążył do usamodzielnienia się, doprowadziło to do wydania przez niego tuż przed śmiercią edyktu odsuwającego od ewentualnej regencji matkę. Nie został on jednak wprowadzony w życie – prawdopodobnie zniszczono go na oczach umierającego cesarza.
Tongzhi zmarł 12 stycznia 1875. Jego następcą został, z woli Cixi, Guangxu.